# Festival La Méditerranée de Portet
 (août 2018).
 (avril 2016).
Si vous disposez d'ouvrages ou d'articles de référence ou si vous connaissez des sites web de qualité traitant du thème abordé ici, merci de compléter l'article en donnant les références utiles à sa vérifiabilité et en les liant à la section « Notes et références ».
Le festival MéditerranéO' de Portet est un festival de musique français créé en 2005 à l'initiative de la ville de Portet-sur-Garonne, produit par l'association Confluences. Le festival invite des musiciens de différents pays méditerranéens.

## Historique
En 2005, la 1re édition a rassemblé 5 000 festivaliers[réf. nécessaire].
En 2010 l'association Confluences modifie le nom et le concept du festival : il devient le festival MéditerranéO'. Cette même année a lieu une première collaboration avec l'association Portésienne Handi'Portet.
En 2011, la langue des signes fait son apparition sur le festival et l'association Confluences. En 2012, le festival est partenaire de la Fondation de France[réf. nécessaire].
En 2018, l'association Confluences est présidée par Claude Gambini.

## Historique des programmations

### Les artistes de l’édition 2005
Enrico Macias (France-Algérie), Pietra Montecorvino (Naples, Italie), Kamilya Jubran (Palestine), Cristina Branco (Portugal), Lo’Jo (Moyen-Orient - France), A Filleta (Corse), Titi Robin (Balkans, Moyen-Orient), Gnawa Diffusion (Algérie-France), Les Orientales (Algérie-Maroc), Salvador Paterna (Espagne), K2R Riddim, Watcha Clan, Taxim, Azadi, Kafila, Manuel Rodriguez…

### Les artistes de l’édition 2006
Idir (Algérie), Amparanoïa, Balbino Medellin, Tarace Boulba, La Familia, Les Boukakes, Hadouk Trio, Sophia Charaï, Vrack, Antonio Ruiz Kiko, Nadine Rossello, Troubl’amours, Positive Roots Band.

### Les artistes de l’édition 2007
Chico & Les Gypsies, Paco Ibanez, Orange Blossom, Samarabalouf, Roy Paci & Aretuska, Jaleo & Louis Winsberg, Ana Salazar, Aléas, Kocani Orchestar, Talimania Xena, Serge Lopez, I Surghjenti, Banda La Clau, Santa Macairo Orchestar, Didier Labbé, Bévinda, Fiume, Taraf Goulamas, Trio Fario, Le Mystère Des Eléphants, Scène ouverte sur les talents portésiens.

### Les artistes de l’édition 2008
Ali Alaoui et Moultaqa Salam, Americo Piaggesi et Carine Dos Santos, Habibi Trio, Cuerda Y Voz, Fanfare P4, Glik, Kava Bar Trio, La Mal Coiffée, La Marmaille, Barrio Oriental, Mouss & Hakim, Natacha Atlas, Nathanaëlle, Renaud Garcia Fons Trio, Solea'Zul, T.n.t, Fiume, Trafico, Urs Karpatz, Yaki, Zaragraf, Scène ouverte sur les talents portésiens.

### Les artistes de l’édition 2009
Cette édition a prévu des animations pour les enfants.
La Clau (Banda), Mosaïca (Occitanie, Afrique du Nord), Gadalzen (rock occitan), Roms des Foins (balkans), Babylon Circus (chanson française, festif), Pier Planas & LeGroupe (chanson du monde), Carriera Flamenca (flamenco), Lauréat Tremplin Sur Garonne, Aalma (balkans), Anakronic Electro Orkestra (électro Kkezmer), Yvan Cujious (chanson française), Clarika (chanson), DJ Kalakuta Selectors (explosive global groove), Banda de Binéfar (fanfare municipale de Binéfar, Espagne), Les Vieilles Pies (chanson à textes, musette et musique klezmer), Yol Hikayesi (musiques de Turquie), Guesra (gnawa, andalou, kabyle), Lo Còr de la Plana (occitan), Haïdouti Orkestar (balkans), Le Cri du Chœur (chorale polyphonique, chants du monde)

### Les artistes de l’édition 2010
- Concerts : Idir, KKC Orchestra, Coriandre, Els mariners del Canigo, Place des arts, Mango Gadzi, Duo Soham, Slonovski Bal, Kumpania Beats, Liubila, Marco Balsamo, Herencia Flamenca, Chet Nuneta
- Spectacles : Ozone et pomme de terre, D’ici, d’ailleurs, du monde, La vie conjugale expliquée aux célibataires
- Expositions : Sous les galets… la plage, Sports basques, Familles de prisonniers politiques, Lez’arts au soleil de la Méditerranée

### Les artistes de l’édition 2011
- Concerts : Carlos Nuñez, Dan Ar Braz & le Bagad Breizh’n Oc  ; Pad Brapad ; Familha Artús ; Mej Trio interprète Brassens ; Eric Fraj Fat e Fòls ; Lakhdar Hanou Ensemble Voyages et mélodies sous le signe du Makham ; Les Grandes Bouches Bal Républicain ; Ensemble Sarocchi ; Les Vieilles Pies ; Ensemble Dolce Vità ; Fanfare Vagabontu ; Madame est au violon ; Annabelle Rodriguez
- Spectacles et cinéma : Lectures de Magyd Cherfi ; Séance Peuples et Musiques au Cinéma courts-métrages ; Théâtre Extensible déambulations

### Les artistes de l’édition 2012
- Concerts : Touré Kunda ; La Chiva Gantiva ; Tram des Balkans ; Compagnie Montanaro Aux portes de la Méditerranée ; L’Herbe Folle ; Compagnie Moheim ; Samuel Geffroy ; Eugénie Urs, Lunacello ; Alsin, Hommage à Nougaro ; Soham ; Hervé Lapalud & Jonathan Mathis ; Siena ; Lili Baba ; Isabelle Gaignier ; Les Galopins
- Spectacles : Claude Sicre Voyage, littéraire et poétique en Méditerranée ; Delphine Saint Raymond et Julien Lours, Chant-Signe ; Ciboulette la Clown ; Danse ; Théâtre Extensible

### Édition 2015
Le programme annonce Origines Contrôlées, Émilie Cadiou, Kiko Ruiz, Manu Galure et les Barcelonais de Bongo Botrako.